# Batman (Turecko)
Batman je město v jihovýchodním Turecku, na stejnojmenné řece, přítoku Tigridu. Ve městě žije přibližně 446 tisíc obyvatel a je administrativním centrem Batmanské provincie.

## Průmysl a doprava
Ve městě jsou závody na zpracování ropy, díky železnici je napojené na hlavní dopravní síť země. U města také leží letiště. Právě ropný průmysl a železnice učinily z malé vísky během padesáti let dvacáté největší město Turecka.

## Právní spor s filmem "Temný rytíř"
V roce 2008 starosta města Hüseyin Kalkan chtěl žalovat Christophera Nolana za použití jeho města ve filmu Temný rytíř, kde vystupuje stejnojmenná DC Comics postava. Avšak žaloba nikdy nebyla vznesena, jelikož se nenalezly důkazy, které by toto tvrzení potvrdily.